# Галдер (Нідерланди)
Галдер (нід. Galder) — село в нідерландській провінції Північний Брабант, на кордоні із Бельгією. Входить до муніципалітету Алфен-Хам.
Його площа — 5,49 км², а населення станом на 2021 рік становило 1065 осіб.
Перша згадка про населений пункт датується 1299 роком.

## Галерея

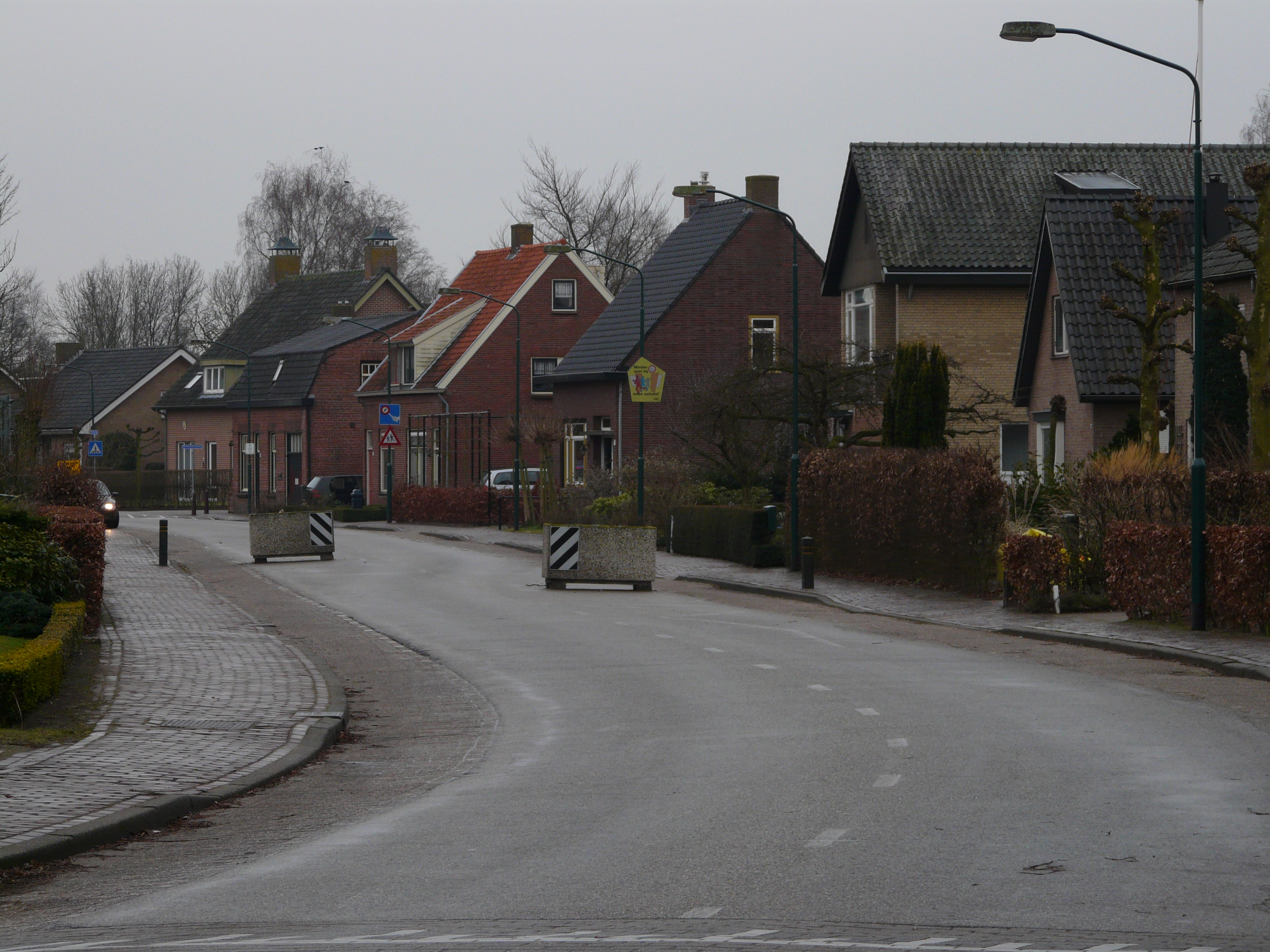
Сільська вулиця
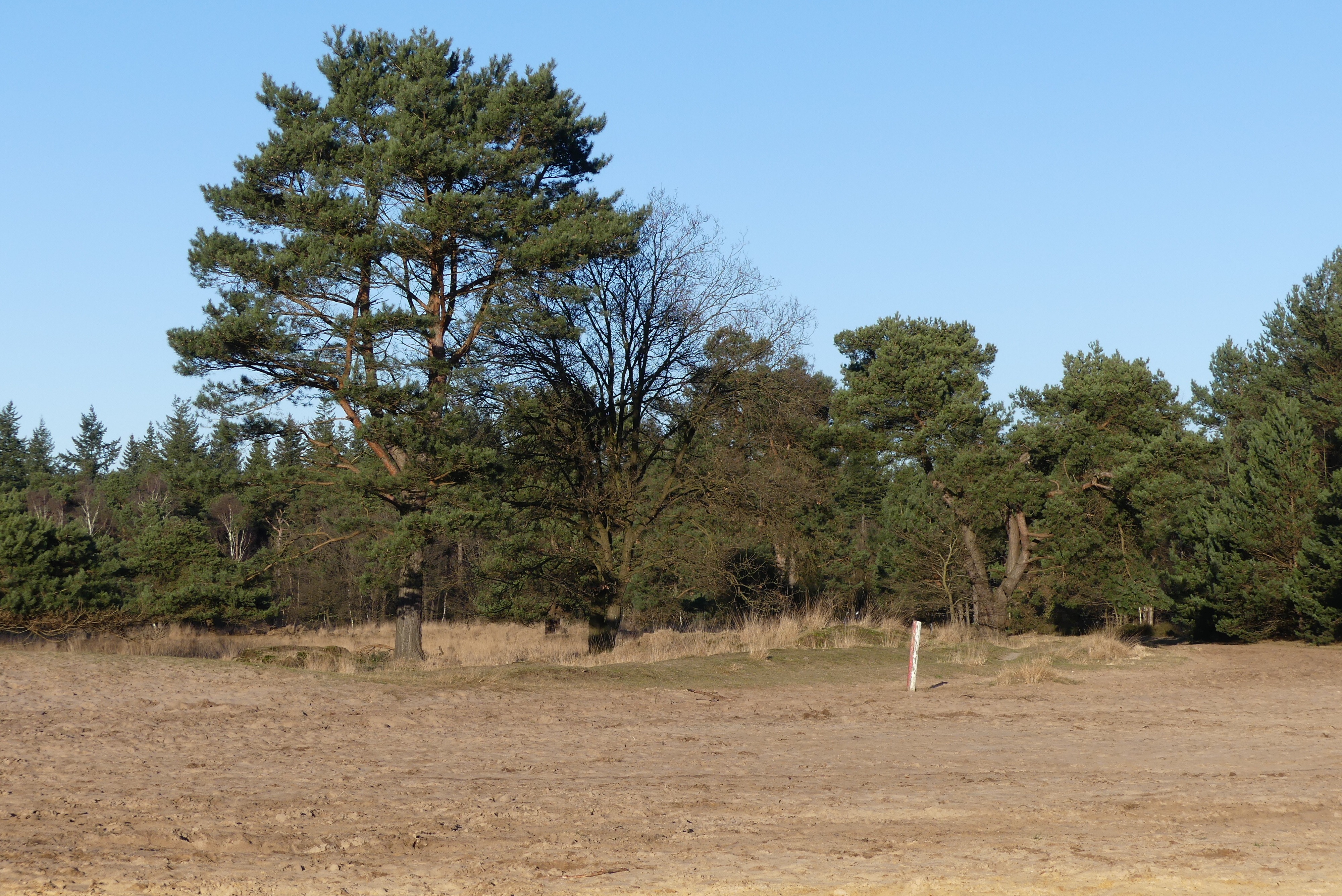
Околиці села